# Hoku
Hoku Ho Clements; (nacida Hoku Christian Ho Oahu, Hawái, 10 de junio de 1981) es una cantante y actriz estadounidense. Es conocida por su sencillo "Another Dumb Blonde", el cual formó parte de la banda sonora de la película del año 2000 Snow Day, que alcanzó el puesto número 27 en el Billboard Hot 100, así como por el sencillo "Perfect Day", que apareció en la banda sonora de la exitosa película del año 2001 Legally Blonde.

## Biografía
Hoku nació el 10 de junio de 1981, en la isla de Oahu (la más poblada de las islas hawaianas), siendo hija del cantante Don Ho y Patricia Swallie. Su nombre de pila, Hoku, es la palabra hawaiana para estrella. Su padre era hapa, de ascendencia nativa hawaiana, china, portuguesa, alemana y holandesa. Tiene dos hermanos mayores (ambos gemelos), una hermana menor llamada Kaimana y ocho medios hermanos. Durante un tiempo, ella vivió en el barrio de Honolulu, Diamond Head, con Don, Patricia, Kaimana, la exnovia de Don, Elizabeth Guevara, y las dos hijas de Don y Elizabeth.
Hoku actuaba frecuentemente con su padre, quien le enseñó a escribir canciones cuando era niña. Al principio no era consciente de la fama de su padre, pero aprendió de las reacciones de la gente después de darse cuenta de quién era su padre. "Pensé que todos los padres tenían espectáculos por la noche", dijo.

## Carrera
Hoku atribuye su talento a su padre. “La gente me ayudó mucho por quién era mi papá”, dijo. Logró llamar la atención de la compositora y productora Antonina Armato, quien la animó a mudarse a Los Ángeles para reunirse con otros productores. "Tiene una voz pura", dijo Armato. "No tengo que manipularla ni usar todos los trucos del estudio". Hoku asistió a la Point Loma Nazarene University en San Diego, abandonando su apellido cuando se fue de Hawái, cuando le ofrecieron un contrato con la compañía discográfica Interscope Records. Armato ayudó a Hoku a asegurar el trato, y Ho insistió en que él y sus abogados lo revisaran antes de firmar. "No quería que ella firmara algo que no fuera bueno", dijo.
El sencillo debut de Hoku, "Another Dumb Blonde" (la canción principal de la película Snow Day de 2000), fue lanzado el 18 de enero de 2000. Un día después del estreno de su video musical en MTV, fue el décimo video más solicitado de la cadena. La canción fue un éxito de ventas en los Estados Unidos, y alcanzó el puesto número 27 en el Billboard Hot 100, además de ubicarse en el puesto número 47 en Nueva Zelanda. Impresionada por el éxito del sencillo, Hoku comenzó a grabar su primer álbum, Hoku (2000). El álbum fue lanzado el 18 de abril de 2000 por Geffen Records e Interscope Records, y alcanzó el puesto número 151 en el Billboard 200.
Hoku había planeado trabajar en un segundo álbum para Interscope después del lanzamiento en marzo de 2001 de su sencillo "Perfect Day", una canción que apareció en la banda sonora de la exitosa película Legally Blonde como tema principal de la misma, y que fue todo un éxito en las emisoras de radio estadounidenses. En su lucha por encontrar un nicho en la industria de la música pop, abandonó el sello discográfico tras mostrar su desacuerdo con ellos respecto a su imagen y marketing, que según ella chocaban con su fe cristiana. Ella escribió y financió un EP, Listen Up, que fue lanzado el 1 de agosto de 2008, a través de su sello propio, Ola Vista Records. A finales de ese mes, fue telonera de los shows de Gwen Stefani en el Neal S. Blaisdell Center de The Sweet Escape Tour. En marzo de 2018, lanzó un EP llamado Called by Name. A diferencia de sus trabajos anteriores, este fue su primer EP cristiano.
En septiembre de 2019, Ho actuó en la iglesia The Mission North Shore en Haleiwa, Hawái.

## Estilo musical y arte
Jason Lynch de People ha dicho que el bubblegum pop es la especialidad de Hoku. La página de AllMusic de Hoku también menciona que tiene otros estilos musicales como pop adolescente y europop. Se la ha comparado frecuentemente con otras cantantes pop, como Christina Aguilera y Britney Spears, sin embargo, Charlotte Dillon de AllMusic notó el estilo distintivo de Hoku, atribuyéndolo a la fe cristiana de la cantante. "No es muy cómodo para mí ser un símbolo sexual, especialmente por mi fe", dijo Hoku. "Es por eso que disfruto estar involucrada con los niños más pequeños, porque se identifican conmigo por ser la chica de al lado". En su reseña del primer disco de la cantante, Hoku, Stephen Thomas Erlewine escribió: "Es comercial -de eso se trata el pop adolescente-, pero los productores musicales nunca han decidido promocionar a Hoku como una ninfa. Sus canciones nunca son sexuales como lo son algunas de las canciones de Britney Spears y Christina Aguilera". Erlewine también señaló que su voz hacía apropiado que su música estuviera "dirigida a los sueños y los bailes de la escuela secundaria".

## Vida personal
Hoku se convirtió al cristianismo después de asistir por primera vez a la iglesia en 1995, y ha dicho que nada significa más para ella que la música fuera de su familia y su fe. En 1999, poco después de cumplir los 18 años, se casó con Jeremy Clements, de 21 años, con quien comenzó a salir mientras estaba en la escuela secundaria. La pareja se fugó "por razones personales", según Hoku, diciendo después que tenía miedo de contárselo a su padre, debido a su actitud dura hacia los chicos con los que había salido anteriormente, y lo joven que era en ese momento. Hoku y su esposo Jeremy tienen tres hijos, y se desempeñaron como arquitectos de arte en Branches Church en Dana Point, California de 2010 a 2019.

## Discografía

### Álbumes de estudio
| Título | Detalles del álbum                                                                                                  | Posiciones máximas en los gráficos | Posiciones máximas en los gráficos |
| Título | Detalles del álbum                                                                                                  | US                                 | US Heat                            |
| ------ | --- | ---------------------------------- | ---------------------------------- |
| Hoku   | - Fecha de lanzamiento: 18 de abril de 2000 - Etiqueta: Geffen, Interscope - Formatos: CD, casete, descarga digital | 151                                | 8                                  |

### EPs
| Título         | Detalles del álbum |
| -------------- | --- |
| Listen Up      | - Fecha de lanzamiento: 1 de agosto de 2008 - Etiqueta: Ola Vista - Formatos: CD, descarga digital - Lista de canciones: 1. "If You Don't Want My Love" – 3:27 2. "Saturday Morning" – 3:33 3. "Closer" – 3:36 4. "All I Need" – 3:19 5. "Listen Up" – 3:39 |
| Called by Name | - Publicado el 25 de marzo de 2018 - Etiqueta: HokuMusic.com - Formato: Descarga digital - Lista de canciones: 1. "Called by Name" – 4:00 2. "I See You Now" – 3:57 3. "You" – 3:45 4. "Your Will Be Done" – 4:48 5. "Many Oceans" – 5:16                   |

### Sencillos
| Título                                                                                 | Año  | Posiciones más altas en los gráficos | Posiciones más altas en los gráficos | Posiciones más altas en los gráficos | Álbum                                              |
| Título                                                                                 | Año  | US                                   | US Pop                               | NZ                                   | Álbum                                              |
| -------------------------------------------------------------------------------------- | ---- | ------------------------------------ | ------------------------------------ | ------------------------------------ | -------------------------------------------------- |
| "Another Dumb Blonde"                                                                  | 2000 | 27                                   | 29                                   | 47                                   | Hoku and Snow Day: Music from the Motion Picture   |
| "Perfect Day"                                                                          | 2001 | —                                    | —                                    | —                                    | Legally Blonde: Original Motion Picture Soundtrack |
| "O Holy Night (Hallelujah)"                                                            | 2017 | —                                    | —                                    | —                                    |                                                    |
| "The World Slept On"                                                                   | 2019 | —                                    | —                                    | —                                    |                                                    |
| "Greater"                                                                              | 2020 | —                                    | —                                    | —                                    |                                                    |
| "—" indica un lanzamiento que no entró en las listas o que no fue lanzado en ese país. |      |                                      |                                      |                                      |                                                    |

### Videos musicales
- "Another Dumb Blonde" (2000)
- "How Do I Feel" (2000)
- "Perfect Day" (2001)

## Filmografía

### Películas
| Año  | Película       | Papel |
| ---- | -------------- | ----- |
| 2002 | Nancy Drew     | Bitsy |
| 2003 | Arizona Summer | Shawn |

### Televisión
| Año  | Espectáculo                    | Notas                                                                             |
| ---- | ------------------------------ | --------------------------------------------------------------------------------- |
| 2000 | 98 Degrees and Hoku in Concert | Disney Channel in concierto                                                       |
| 2000 | Hollywood Squares              | Como ella misma - Panelista el 5 de septiembre de 2000 - Teen People Week!        |
| 2000 | In a Heartbeat                 | Como ella misma en el episodio 1.9 (14 de octubre de 2000) "A Night to Remember". |
| 2001 | World Music Awards             | Como intérprete.                                                                  |
| 2007 | NightTime With Andy Bumatai    | Como ella misma, invitada a un programa de entrevistas nocturno.                  |